# Badia de sa Ràpita
La badia de Sa Ràpita és una petita badia de Mallorca situada entre la Punta Plana, al terme de Llucmajor i sa Puntassa, al terme de ses Salines. És repartida entre els municipis de Llucmajor, Campos i ses Salines. La línia de costa atany 13,4 km, dels quals el terme de Llucmajor n'ocupa 2,6, entre la Punta Plana i el Racó des Llobets, el de Campos n'ocupa 8,6, entre el Racó des Llobets i la Platja des Marquès, i ses Salines n'ocupa 3,2, entre la Platja des Marquès i sa Puntassa, al nucli turístic de la Colònia de Sant Jordi. En total, la badia ocupa una superfície de 1800 hectàrees d'aigües amb una profunditat màxima que amb prou feines supera els 20 m.
La badia té una orientació general nord-oest–sud-est, i resta per tant oberta als vents del tercer quadrant. La costa és baixa i poc retallada, amb nombrosos escars la major parts dels quals varen ser esbucats en aplicació de la Llei de Costes. És rocallosa entre la Punta Plana i l'Arenal de sa Ràpita, ses Covetes i la Colònia de Sant Jordi i arenosa a la resta.
A l'interior de la badia hi ha fins a set illots: na Corberana, l'Illa des Cabots, na Llarga i l'Illot de na Llarga al terme de ses Salines, l'Illot de sa Llova i l'Illa Gavina al terme de Campos, i l'Illot de s'Estanyol al terme de Llucmajor.
No compta amb accidents geogràfics importants, però a l'interior de la badia hi ha nombroses platges, algunes de les quals emblemàtiques: Arenal de sa Ràpita, la Platja de ses Covetes, la Platja des Freu, es Trenc, els Pregons Grans, els Pregons Petits, la Platja des Marquès, la Platja des Coto i Cala Galiota. Gairebé totes elles es troben en un estat de conservació completament verge.

## Nuclis de població
Hi ha cinc nuclis de població: s'Estanyol de Migjorn i Son Bieló al terme de Llucmajor, sa Ràpita i ses Covetes al terme de Campos, i la Colònia de Sant Jordi al terme de ses Salines. Exceptuant aquest darrer, tots ells són nuclis residencials que no disposen de cap plaça hotelera, molt tranquils i de cases unifamiliars. Només el nucli de la Colònia de Sant Jordi té un desenvolupament turístic important, per la qual cosa la incidència del turisme a la badia és més aviat minsa.

## Navegació
Les aigües de la badia són en general de navegació plàcida i poc profundes. L'únic vent que hi incideix de ple és el llebeig, freqüent a l'hivern, que és el que hi alça els majors temporals. Com que les aigües són poc profundes, en aproximar-se a la costa les ones poden assolir alçades importants i cal tenir molta precaució i evitar aproximar-se massa a la costa, desproveïda de refugis amb vents de llebeig. Els vents de xaloc i llevant, freqüents a l'estiu, poden alçar com a molt marejol a la part occidental de la badia, i els vents de ponent, freqüents a l'hivern, alcen temporals durs a la part oriental, però es troba recer a la zona de la Punta Plana. La resta de vents, encara que siguin forts, no alcen la mar fins a algunes milles mar endins. Els recers naturals més importants es troben a l'extrem occidental per als vents de ponent, i a l'extrem oriental per als vents de llevant.
Per a vaixells de gran calat, no és convenient aproximar-se massa a la costa, ja que hi a algunes seques importants i existeix la possibilitat d'embarrancar. No hi ha pas entre l'Illa des Cabots i la costa, i per a velers de calat superior als dos metres, tampoc no n'hi ha entre na Llarga i la costa, per la qual cosa cal extremar la precaució.
La badia està senyalitzada per dues balisses: a la Punta Plana, amb codi E-0315.8, amb 4 ràfegues de llum blanca cada 7 segons, pintada amb franges horitzontals blanques i negres; i a sa Puntassa, amb 3 ràfegues de llum blanca cada 10 segons, amb igual coloració.
A l'interior de la badia s'hi troben dos clubs nàutics: el Club Nàutic s'Estanyol i el Club Nàutic sa Ràpita. Hi ha, així mateix, dues rampes d'ús públic i gratuït a s'Estanyol i a sa Ràpita.